# Kim Sa-nee
Kim Sa-nee (kor. 김사니, ur. 21 czerwca 1981 w Korei Południowej) – południowokoreańska siatkarka, grająca jako rozgrywająca. W latach 2020-2022 asystentka trenera w klubie Hwaseong IBK Altos.

## Sukcesy klubowe
Klubowe mistrzostwa Azji
- 2004/05

## Sukcesy reprezentacyjne
Mistrzostwa Azji:
- 2001
- 2003

Igrzyska Azjatyckie:
- 2002, 2010

Mistrzostwa świata U-21:
- 1999

Mistrzostwa Azji U-17:
- 1997